# Utekáč
Utekáč este o comună slovacă, aflată în districtul Poltár din regiunea Banská Bystrica, pe malul râului Rimavica⁠(d). Localitatea se află la altitudinea de 402 m deasupra n.m., se întinde pe o suprafață de 26,88 km2 și în 2017 număra 946 de locuitori. Se învecinează cu comuna Kokava nad Rimavicou.

## Istoric
Localitatea Utekáč este atestată documentar din 1536.

## Demografie
| An:                | 1994 | 2004    | 2014    | 2024    |
| ------------------ | ---- | ------- | ------- | ------- |
| Număr de persoane: | 1299 | 1142    | 1005    | 825     |
| Diferență:         |      | −12,08% | −11,99% | −17,91% |

| An:                | 2023 | 2024   |
| ------------------ | ---- | ------ |
| Număr de persoane: | 837  | 825    |
| Diferență:         |      | −1,43% |